# استفان جوویچ
استفان جوویچ (صربی: Стефан Јовић؛ زادهٔ ۳ نوامبر ۱۹۹۰) یک بازیکن بسکتبال اهل صربستان است.
وی در مسابقات کشوری و بین‌المللی در مجموع برندهٔ ۳ مدال نقره، ۱ مدال برنز شده‌است.